# 杰坎·刘易斯
杰坎·德蒙特·刘易斯（1994年9月7日—）為美國男子籃球運動員，最後效力於中国男子篮球职业联赛青岛国信海天。

## 職業生涯
2018年8月9日，韓國籃球聯賽高陽獵戶座簽下刘易斯。11月18日，高陽獵戶座引進杰森·西格斯頂替刘易斯。
2019年8月中旬，富邦勇士藉由亞洲冠軍盃資格賽對刘易斯進行測試，三場比賽下來，刘易斯的場均表現為13.7分、3.7籃板、4.3助攻。8月28日，PAOK與刘易斯簽下一年合約。
2023年6月19日，JL布爾格簽下刘易斯。2024年10月30日，中国男子篮球职业联赛青岛国信海天與刘易斯完成簽約。12月7日，刘易斯被肯德尔·史密斯頂替。

## 外部連結
- 杰坎·刘易斯在fiba.basketball（英语）
- 杰坎·刘易斯在NBA G聯盟（英语）
- 杰坎·刘易斯在歐洲籃球聯賽（英语）
- 杰坎·刘易斯在法國籃球甲級聯賽（法语）
- 杰坎·刘易斯在德國籃球甲級聯賽（德语）
- 杰坎·刘易斯在中国男子篮球职业联赛
- 杰坎·刘易斯在韓國籃球聯賽（英语）
- 杰坎·刘易斯在Basketball-Reference.com（NBA）（英语）
- 杰坎·刘易斯在Basketball-Reference.com（NBA G聯盟）（英语）
- 杰坎·刘易斯在Basketball-Reference.com（國際）（英语）
- 杰坎·刘易斯在Sports-Reference.com（NCAA）（英语）
- 杰坎·刘易斯在ESPN（NBA）（英语）
- 杰坎·刘易斯在Eurobasket.com（球員）（英语）
- 杰坎·刘易斯在Proballers（英语）
- 杰坎·刘易斯在RealGM（英语）
- 杰坎·刘易斯在中国篮球数据库
- 杰坎·刘易斯在Flashscore（英语）